# Kvarken
Kvarken (švedsko Kvarken, Norra Kvarken (v nasprotju z Južni Kvarken); finsko Merenkurkku, dobesedno »žrelo morja«) je ozko območje Botniškega zaliva, ki ločuje notranji del zaliva od Botniškega morja. Razdalja od švedske celine do finske celine je približno 80 km, medtem ko je razdalja med najbolj oddaljenimi otoki le 25 km. Globina vode v regiji Kvarken je le okoli 25 metrov. Regija ima tudi nenavadno stopnjo dvigovanja zemlje, in sicer skoraj 10 mm na leto.
Izvedenih je bilo več poskusov prečkanja ožine s plavanjem, vendar sta bila mrzla voda in tokovi običajno nepremostljiva ovira. Prvo uspešno prečkanje so izvedli Lennart Flygare, Pavio Grzelewski in Tore Klingberg, ki so 24. julija 2018 odplavali od Valassaareta (Valsörarna) na finski strani do Holmöarne na Švedskem. Potrebovali so 12 ur in 2 minuti, da so prečkali ožino.

## Arhipelag Kvarken
Na finski strani Kvarkena je veliko otočje arhipelag Kvarken, ki vključuje velike otoke Replot, Björkö in več kot 5600 manjših otokov. Večji del pripada občini Korsholm. Večina majhnih otokov je naseljenih. Otočje je manjše na švedski strani regije, otoki, ki so del občine Umeå, pa imajo veliko bolj strme obale. Regija Kvarken je bila zgodovinsko pomembna tudi zato, ker so čez Kvarken dostavljali pošto, ko je bilo morje od švedske do finske obale popolnoma zamrznjeno. Ta poštna pot je bila pogosto uporabljena v obdobju, ko je bila Finska del Švedske.
V ledenih dobah je bila regija Kvarken pod fenoskandijskim ledenim pokrovom. Ko se je ledena plošča pred približno 9600 leti umaknila z območja, se je kopno, ki je bilo stisnjeno pod težo ledu, hitro razširilo v procesu, znanem kot izostatični odboj. Regija Kvarken je znana po nekaterih najhitrejših stopnjah tega dviga na Zemlji, saj se je od umika ledenika dvignila za 285 metrov. Še naprej narašča, kar kaže na učinke deglaciacije na ravnih in plitvih arhipelagih. Arhipelag Kvarken je znan tudi po svojih edinstvenih morenskih formacijah (imenovanih de Geer moreine), ki tvorijo pravilne skupke, ki so vzporedni z ledeno fronto. Ocenjuje se, da se bo v približno 2000 letih morsko dno na tem območju dvignilo nad vodo in Botniški zaliv razdelil na južni zaliv in severno jezero.
Leta 2006 so bili deli otočja Kvarken dodani kot razširitev območja svetovne dediščine Visoke obale (ki je na zahodni obali Botniškega zaliva) na Švedskem zaradi izjemnega prikaza izostatičnega dviga in vpliva ledeniškega umika na razvoj reliefnih oblik in topografije. Najbolj finski deli svetovne dediščine visoke obale/arhipelaga Kvarken so v občini Korsholm.
V skupini otokov v »sredini« regije Kvarken, v švedščini imenovani Valsörarna – finsko Valassaaret, je 36 metrov visok svetilnik, ki ga je zasnoval Henry Lepaute, ki je delal za inženirski biro Gustava Eiffla. Strukturna podobnost med svetilnikom (zgrajenim leta 1885) in Eifflovim stolpom (zgrajenim leta 1889) je precej očitna. Svetilnik je zdaj avtomatiziran, tako kot večina svetilnikov na Finskem.

## Most
Pojavili so se predlogi za most čez ožino, ki bi stal približno 1,5 do 2 milijardi evrov. V ožini so otoki in vsota dolžin verjetno treh delov mostu bi bila približno 40 km. Švedski minister za finance je dejal, da je to zanimiva zamisel, a do uresničitve ideje so še desetletja. V obalnih mestih na obeh straneh, kot sta Umeå in Vaasa, poteka razprava. Uradno mnenje švedske in finske vlade je, da je veliko predrago, tudi glede na to, da sta mesti po evropskih standardih zelo majhni v primerjavi s Københavnom in Malmöjem med fiksno povezavo Oresund. Zaradi naravnih vrednot tega območja je tudi most vprašljiv.